# 琯头镇
琯头镇，是福建省福州市连江县下辖的一个镇位于连江县南部，闽江口北岸，与福州市马尾区接壤，面积为62平方公里。下辖2个居委会和26个行政村。镇政府驻連江路1號。

## 名称由来
因舊時所轄地域地形似樂器“琯”而得名，又稱琯江，故而得名 琯頭。

## 景点
琯头镇内有多处福建省文物保护单位，其中包括：
- 长门炮台：位于琯头镇长门村电光山上，是目前中国现存最古老的最大的炮台，[2] 始建于明崇祯五年，清代重建。1884年的中法马江海战中，曾击伤排水量4585吨的法国舰队拉加利桑尼亚号（La Galissonniere）装甲巡洋舰。[3][4][5][6][7]抗日战争中，参加对日作战，屡遭日军轰炸，并最终为日军所毁。[8]
- 林森藏骨塔：位于琯头镇青芝山。由第3任南京国民政府主席林森于民国十五年（1926年）亲自督造。此外还有县内名人墓葬陈第墓，古建筑普光塔、含光塔、仙塔、[9] 宝林寺法堂，近现代史迹连江光复会旧址与1995年中国历史博物馆水下考古研究室和西澳大利亚海洋博物馆（英语：Western Australian Maritime Museum）考古部联合组队发现的宋、元时期定海白礁水下沉船遗址。[9]

### 青芝山
青芝山位于闽江口北岸的琯头镇秦川村，离县城12公里，距福州市区约42公里。因古时山上产有青紫色灵芝而得名。现被列入福建省省级风景名胜区。因山上岩洞众多，奇异幽雅，又名百洞山，历代文人在此留下80余幅摩崖题刻和楹联书画，真、草、隶、篆诸体皆备。1983年，中国中央电视台电视连续剧《西游记》摄制组曾在此拍摄外景。
|  |

## 行政区划
现辖：
琯头社区、琯福社区、山兜村、阳岐村、竹岐村、塘头村、拱屿村、秦川村、兰田村、东边村、上坪村、门边村、长门村、官岐村、寨洋村、下岐村、定安村、东岸村、后一村、后二村、蓬岐村、定岐村、塘下村、龙沙村、川石村、壶江村、东升村和下塘村。

## 图集

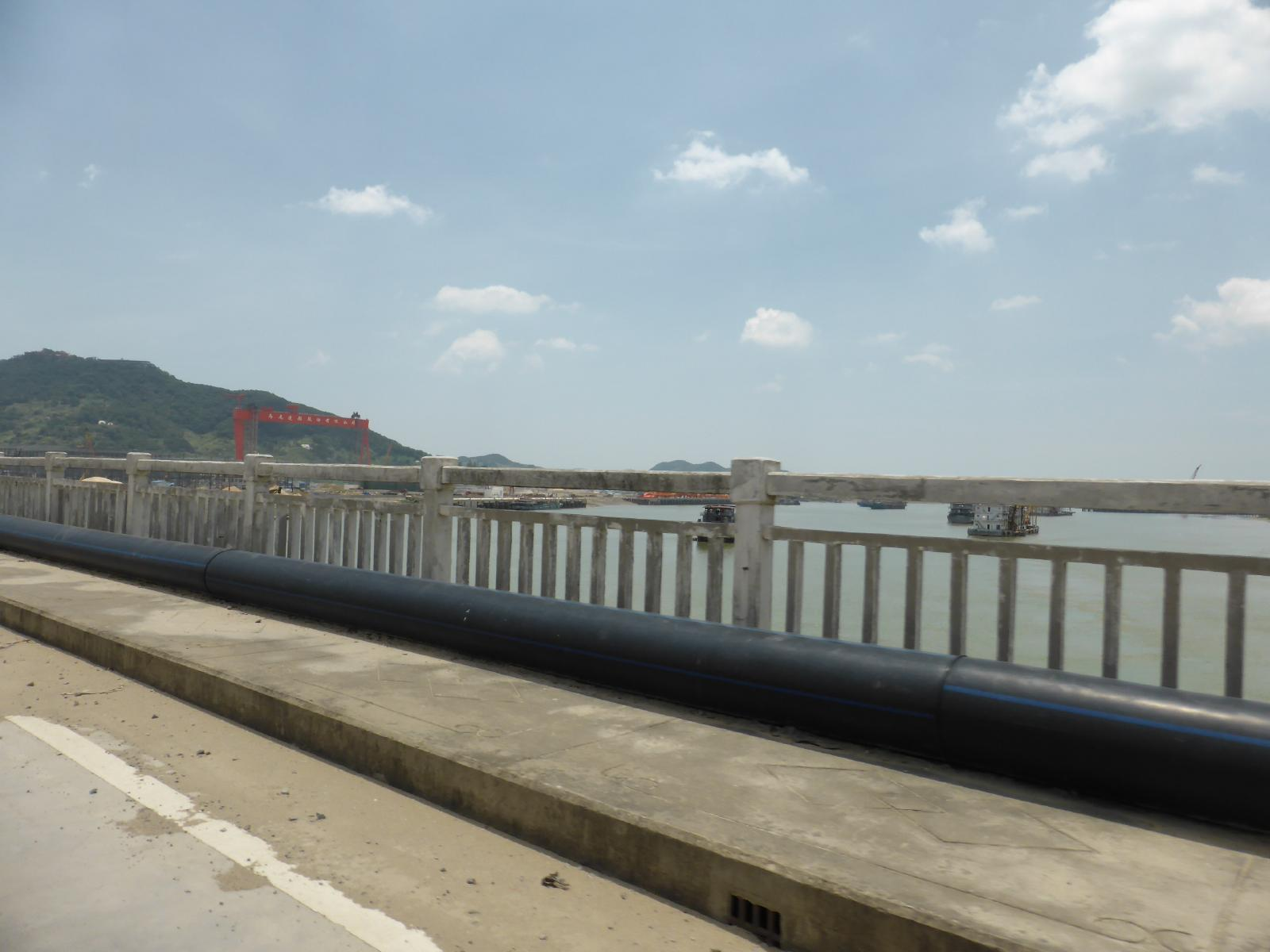
粗芦岛上的桥